# Maison de Saint-Yves
La maison de Saint-Yves est une habitation ancienne située sur la commune du Croisic, dans le département français de la Loire-Atlantique.

## Présentation
La maison de Saint-Yves est bâtie entre la fin du XVe siècle et le début du XVIe siècle.

### Historique
Au milieu du XVIIe siècle, cette maison est déjà considérée comme un vieux logis, que l'on appelle communément « cemille Saint-Yves ». Cette dénomination n'a pas encore trouvé d'explication. Peut-être une statue en bois à l'effigie du saint patron de la Bretagne décorait-elle cette maison à l'origine ?

### Architecture
L'encorbellement est très prononcé et fait largement saillie sur la rue. Le pan de bois possède une structure simple à « grille » avec tout un jeu de rainures et de moulurations au niveau des sablières. Le rez-de-chaussée était autrefois composé de poteaux de bois.